# 2012-es Bundesvision Song Contest
A 2012-es Bundesvision Song Contest volt a nyolcadik Bundesvision Song Contest, melyet Berlinben rendeztek meg, mivel a 2011-es versenyt a Berlint képviselő Tim Bendzko Wenn Worte meine Sprache wären című dala nyerte. A versenyre 2012. szeptember 28-án került sor. A helyszín 2010 után másodszor a berlini Max-Schmeling-Halle volt.

## A helyszín és a verseny
A verseny pontos helyszíne a Berlinben található Max-Schmeling-Halle volt, amely 11 900 fő befogadására alkalmas. Az aréna korábban a 2010-es Bundesvision Song Contestnek is otthont adott, így ez az első intézmény, melyben kétszer is megrendezték a versenyt.
| Németország Berlin |

A dalfesztivál házigazdái Stefan Raab, Sandra Rieß és Elton voltak.
Az adás a 2006-os (és az egyik tag, Peter Fox révén a 2009-es) győztes, a Seeed fellépésével kezdődött. Ezt követően köszöntötte a nézőket a verseny kitalálója, Stefan Raab. A verseny és a szabályok ismertetése után Raab köszöntötte a másik műsorvezetőt, Sandra Rießt, aki szintén bevonult a helyszínre az előző év győztesével, Tim Bendzkóval. Az énekes bemutatta a győztesnek járó trófeát, adott egy rövid interjút, majd a dalok utáni szünetben meghívott előadóként is fellépett. Ezután kapcsolták a Green Roomot, ahonnan a harmadik műsorvezető, Elton köszöntötte a nézőket.
A dalok előtti képeslapok az adott tartományról és versenyzőikről szóló kisfilmek voltak. A képeslapok előtt és után rövid felvezető szövegek hangzottak el.

## A résztvevők
A versenyen Németország tizenhat tartománya vett részt.
2005 után másodszor szerepelt a Hamburgot képviselő Boris Lauterbach, aki első részvételén a Fettes Brot tagjaként, Schleswig-Holstein képviseletében, ezúttal pedig Der König tanzt művésznéven indult. 2008 után ugyancsak másodjára állt színpadra a bajor színekben versenyző Florian Weber és Rüdiger Lindhof: 2008-ban a Sportfreunde Stiller, itt pedig a das Phantom Orchester tagjaiként vettek részt.
A második helyezett Szászországot képviselő Laing 2015-ben szerepelt Németország eurovíziós válogatóműsorában, az Unser Song für Österreichban is.

## A szavazás
A szavazás a fellépési sorrendnek megfelelően történt, vagyis Észak-Rajna-Vesztfália volt az első, és Baden-Württemberg volt az utolsó szavazó.
Minden tartomány az eurovíziós rendszerben szavazott, vagyis 1-8, 10 és 12 pontot osztottak ki a legjobbnak ítélt tíz dalnak. A nemzetközi versennyel ellentétben azonban saját dalra is lehetett szavazni, így a legtöbb tartomány saját magának adta a maximális tizenkét pontot.
Az elsőként szavazó Észak-Rajna-Vesztfália saját magát helyezte az élre. Hessen tíz pontjával csatlakozott hozzá Szászország is, de a tizenkét ponttal Baden-Württemberg átvette a vezetést. Türingia hat pontja után Észak-Rajna-Vesztfália visszavette azt, de a nyolc ponttal Szászország, a tíz ponttal pedig ismét Baden-Württemberg állt az élre. Rajna-vidék-Pfalz nyolc pontjával megint Szászország, a tizenkét ponttal pedig Baden-Württemberg vezetett. A tartomány ezután már végig megőrizve első győzelmét aratta.
A győztes dal minden tartománytól kapott pontot, emellett egy tartomány sem adott a dalnak tíz pontnál kevesebbet. A maximális tizenkét pontot Szász-Anhalt, Baden-Württemberg, Bajorország, Hessen, Rajna-vidék-Pfalz és Berlin szavazóitól gyűjtötték be.
Brandenburgot a saját magának kiosztott nyolc pont mentette meg a nulla pontos utolsó helytől.

## Eredmények
| #  | Tartomány                 | Nyelv        | Előadó                       | Dal                         | Magyar fordítás                      | Helyezés | Pontszám |
| -- | ------------------------- | ------------ | ---------------------------- | --------------------------- | ------------------------------------ | -------- | -------- |
| 01 | Észak-Rajna-Vesztfália    | német        | Luxuslärm                    | Liebt sie dich wie ich?     | Szeret téged úgy, ahogy én?          | 4.       | 97       |
| 02 | Hessen                    | német        | Cris Cosmo                   | Herzschlag                  | Szívverés                            | 12.      | 19       |
| 03 | Türingia                  | német        | Maras April                  | Himmel aus Eis              | Mennyország jégből                   | 9.       | 33       |
| 04 | Rajna-vidék-Pfalz         | német        | Pickers                      | 1000 Meilen                 | 1000 mérföld                         | 11.      | 20       |
| 05 | Bajorország               | német        | Fiva & das Phantom Orchester | Die Stadt gehört wieder mir | A város újra az enyém                | 14.      | 13       |
| 06 | Brandenburg               | német        | Mellow Mark és Nina Maleika  | Bleib bei mir               | Maradj mellettem                     | 16.      | 8        |
| 07 | Mecklenburg-Elő-Pomeránia | német        | The Love Bülow               | Nie mehr                    | Soha többé                           | 8.       | 41       |
| 08 | Schleswig-Holstein        | német        | Vierkanttretlager            | Fotoalbum                   | Fotóalbum                            | 6.       | 76       |
| 09 | Saar-vidék                | német        | Die Orsons és Cro            | Horst und Monika            | Horst és Monika                      | 5.       | 92       |
| 10 | Szász-Anhalt              | német        | Johanna Zeul                 | Sandmann                    | Homokember                           | 15.      | 10       |
| 11 | Alsó-Szászország          | német        | Ich Kann Fliegen             | Mich kann nur Liebe retten  | Engem csak a szerelem tud megmenteni | 3.       | 109      |
| 12 | Berlin                    | német        | B-Tight                      | Drinne                      | Belül                                | 7.       | 50       |
| 13 | Bréma                     | német        | Schné                        | Alles aus Liebe             | Mindent szeretetből                  | 13.      | 18       |
| 14 | Hamburg                   | német        | Der König tanzt              | Häuserwand                  | Házak fala                           | 10.      | 28       |
| 15 | Szászország               | német        | Laing                        | Morgens immer müde          | Reggelente mindig fáradtan           | 2.       | 142      |
| 16 | Baden-Württemberg         | német, angol | Xavas                        | Schau nicht mehr zurück     | Többé ne nézz vissza                 | 1.       | 172      |

## Ponttáblázat

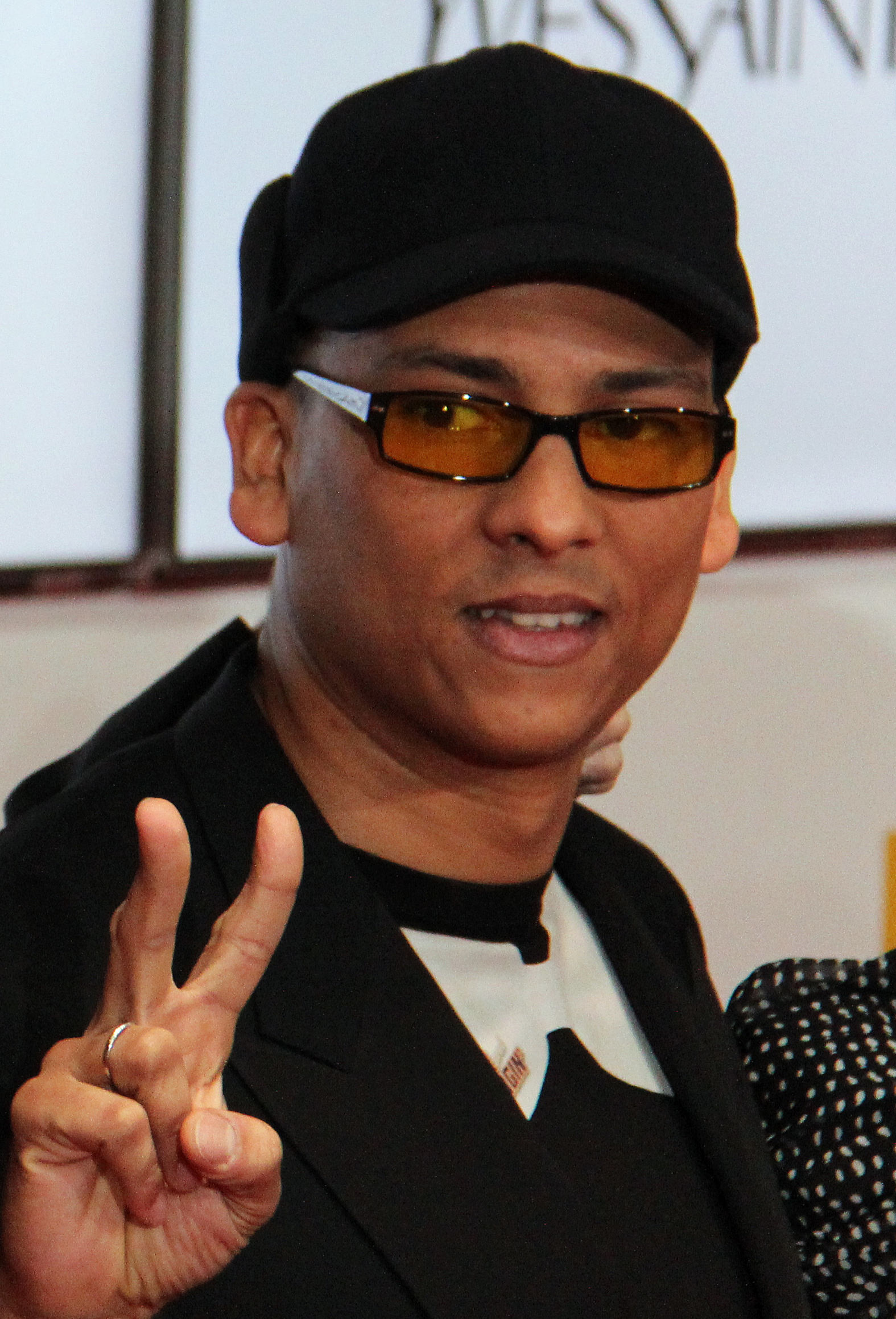
Xavier Naidoo, a verseny győztese Baden-Württembergből

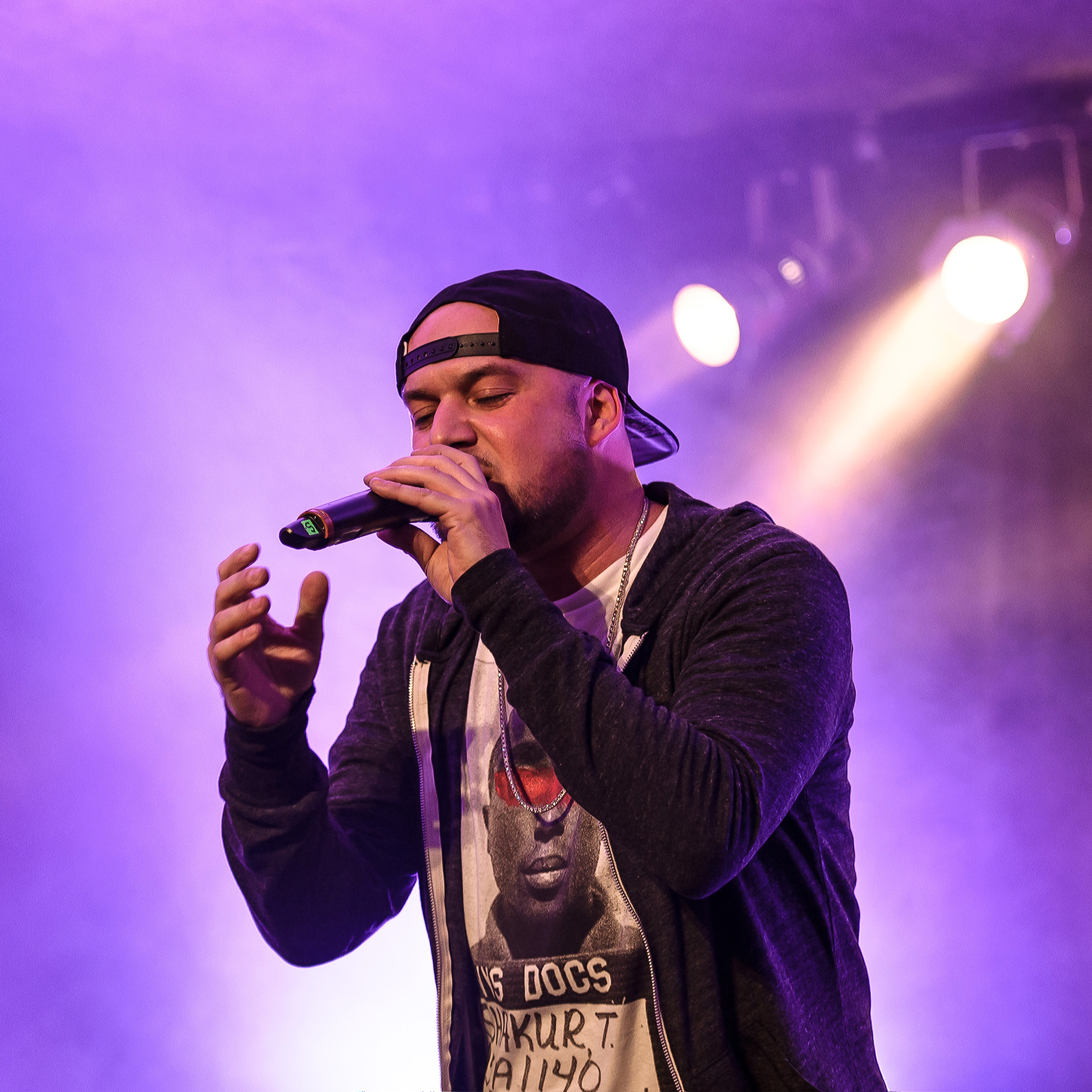
Kool Savas, a verseny győztese Baden-Württembergből

| Észak-Rajna-Vesztfália    | 97  | 12 | 6  | 6  | 7  | 6  | 3  | 5  | 6  | 7  | 6  | 7  | 2  | 6  | 5  | 7  | 6  |
| Hessen                    | 19  |    | 8  |    | 4  |    |    |    |    |    |    |    |    |    |    |    | 7  |
| Türingia                  | 33  |    | 5  | 12 |    | 2  |    | 1  |    | 2  | 2  |    | 3  |    | 2  | 4  |    |
| Rajna-vidék-Pfalz         | 20  | 1  |    |    | 10 |    |    |    |    | 8  |    |    | 1  |    |    |    |    |
| Bajorország               | 13  |    |    |    |    | 10 |    |    |    | 1  |    |    |    |    |    | 1  | 1  |
| Brandenburg               | 8   |    |    |    |    |    | 8  |    |    |    |    |    |    |    |    |    |    |
| Mecklenburg-Elő-Pomeránia | 41  | 2  | 1  | 2  | 1  | 1  | 2  | 12 | 1  |    | 1  | 1  | 7  | 3  | 4  | 3  |    |
| Schleswig-Holstein        | 76  | 5  | 3  | 4  | 2  | 3  | 5  | 4  | 12 | 4  | 4  | 5  | 4  | 5  | 7  | 5  | 4  |
| Saar-vidék                | 92  | 6  | 4  | 5  | 5  | 5  | 7  | 6  | 4  | 12 | 5  | 6  | 6  | 4  | 3  | 6  | 8  |
| Szász-Anhalt              | 10  |    |    |    |    |    |    |    |    |    | 8  |    |    |    |    |    | 2  |
| Alsó-Szászország          | 109 | 7  | 7  | 7  | 6  | 7  | 6  | 7  | 7  | 5  | 7  | 12 | 5  | 7  | 6  | 8  | 5  |
| Berlin                    | 50  | 4  | 2  | 3  | 3  | 4  | 4  | 3  | 2  | 3  | 3  | 4  | 8  | 1  | 1  | 2  | 3  |
| Bréma                     | 18  |    |    |    |    |    |    |    | 3  |    |    | 3  |    | 12 |    |    |    |
| Hamburg                   | 28  | 3  |    | 1  |    |    | 1  | 2  | 5  |    |    | 2  |    | 2  | 12 |    |    |
| Szászország               | 142 | 8  | 10 | 8  | 8  | 8  | 12 | 8  | 8  | 6  | 10 | 8  | 10 | 8  | 8  | 12 | 10 |
| Baden-Württemberg         | 172 | 10 | 12 | 10 | 12 | 12 | 10 | 10 | 10 | 10 | 12 | 10 | 12 | 10 | 10 | 10 | 12 |

### 12 pontok
| Darab | Jutalmazott tartomány     | Szavazó tartomány                                                               |
| ----- | ------------------------- | ------------------------------------------------------------------------------- |
| 6     | Baden-Württemberg         | Baden-Württemberg, Bajorország, Berlin, Hessen, Rajna-vidék-Pfalz, Szász-Anhalt |
| 2     | Szászország               | Brandenburg, Szászország                                                        |
| 1     | Alsó-Szászország          | Alsó-Szászország                                                                |
| 1     | Bréma                     |                                                                                 |
| 1     | Észak-Rajna-Vesztfália    |                                                                                 |
| 1     | Hamburg                   |                                                                                 |
| 1     | Mecklenburg-Elő-Pomeránia |                                                                                 |
| 1     | Saar-vidék                |                                                                                 |
| 1     | Schleswig-Holstein        |                                                                                 |
| 1     | Türingia                  |                                                                                 |

## Visszatérő előadók
| Előadó                                              | Tartomány   | Előző év(ek)                                                      |
| --------------------------------------------------- | ----------- | ----------------------------------------------------------------- |
| Boris Lauterbach (Der König tanzt művésznéven)      | Hamburg     | 2005 (a Fettes Brot tagjajént, Schleswig-Holstein képviseletében) |
| Florian Weber (a das Phantom Orchester tagjaként)   | Bajorország | 2008 (a Sportfreunde Stiller tagjaként)                           |
| Rüdiger Lindhof (a das Phantom Orchester tagjaként) | Bajorország | 2008 (a Sportfreunde Stiller tagjaként)                           |

## Térkép

| Győztes 2. helyezett 3. helyezett 4. helyezett 5. helyezett 6. helyezett 7. helyezett 8. helyezett | 9. helyezett 10. helyezett 11. helyezett 12. helyezett 13. helyezett 14. helyezett 15. helyezett 16. helyezett |

## Részt vevő rádióállomások
Az Eurovíziós Dalfesztivállal ellentétben ezen a versenyen regionális rádióállomások választják ki a tartományok képviselőit. Első alkalommal egy tartomány (Szász-Anhalt) nem rendelkezett a produkciót támogató rádióállomással. A 2012-es verseny részt vevő rádióállomásai a következők voltak:
| - radio ffn - bigFM - Energy München, Energy Nürnberg - Energy Berlin - 94.5 Radio Cottbus - Energy Bremen - bigFM - Energy Hamburg | - planet more music radio - Antenne MV - RPR1. - Radio Flensburg - bigFM - Energy Sachsen - Antenne Thüringen |

## Galéria
A verseny műsorvezetői:

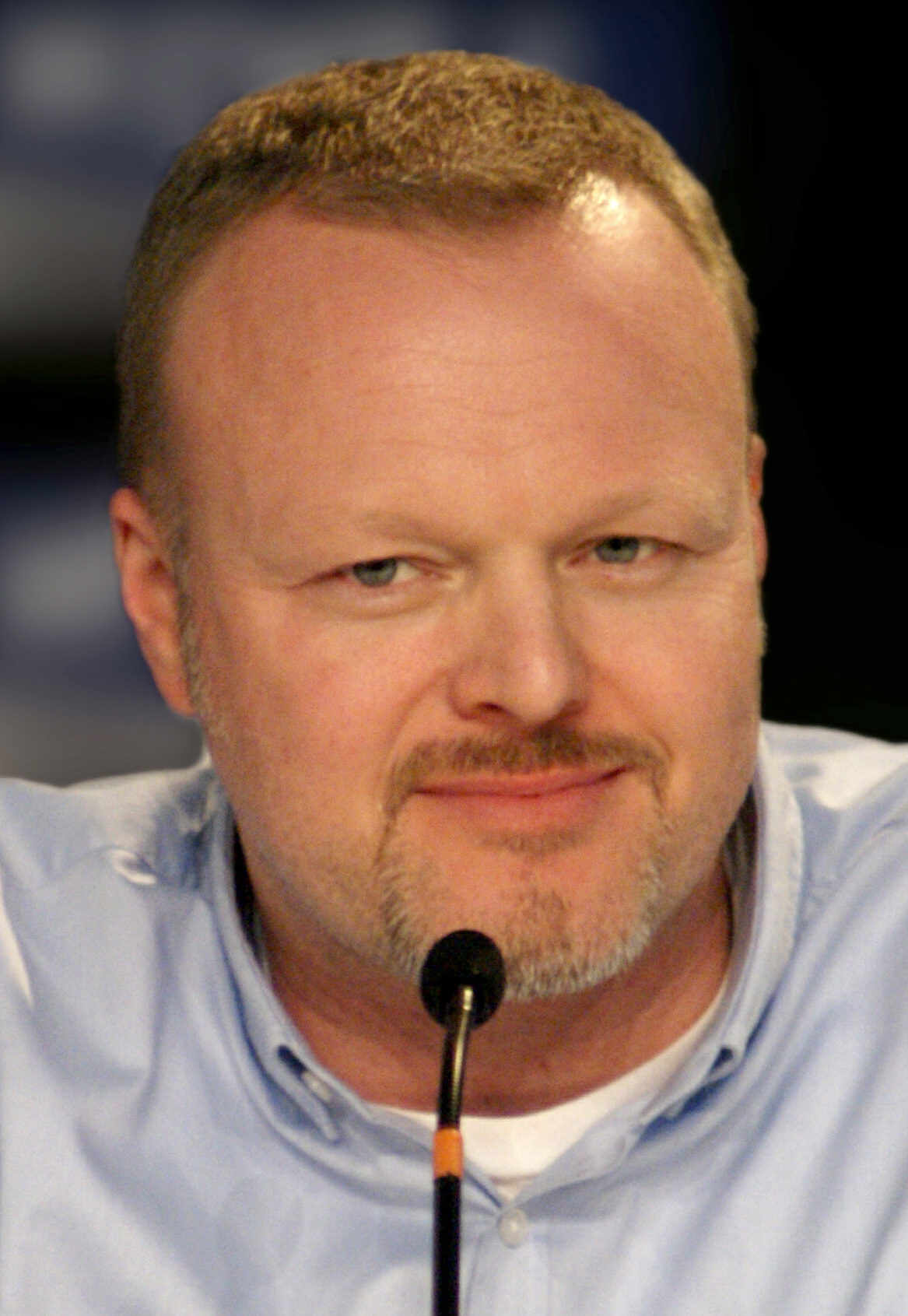
Stefan Raab
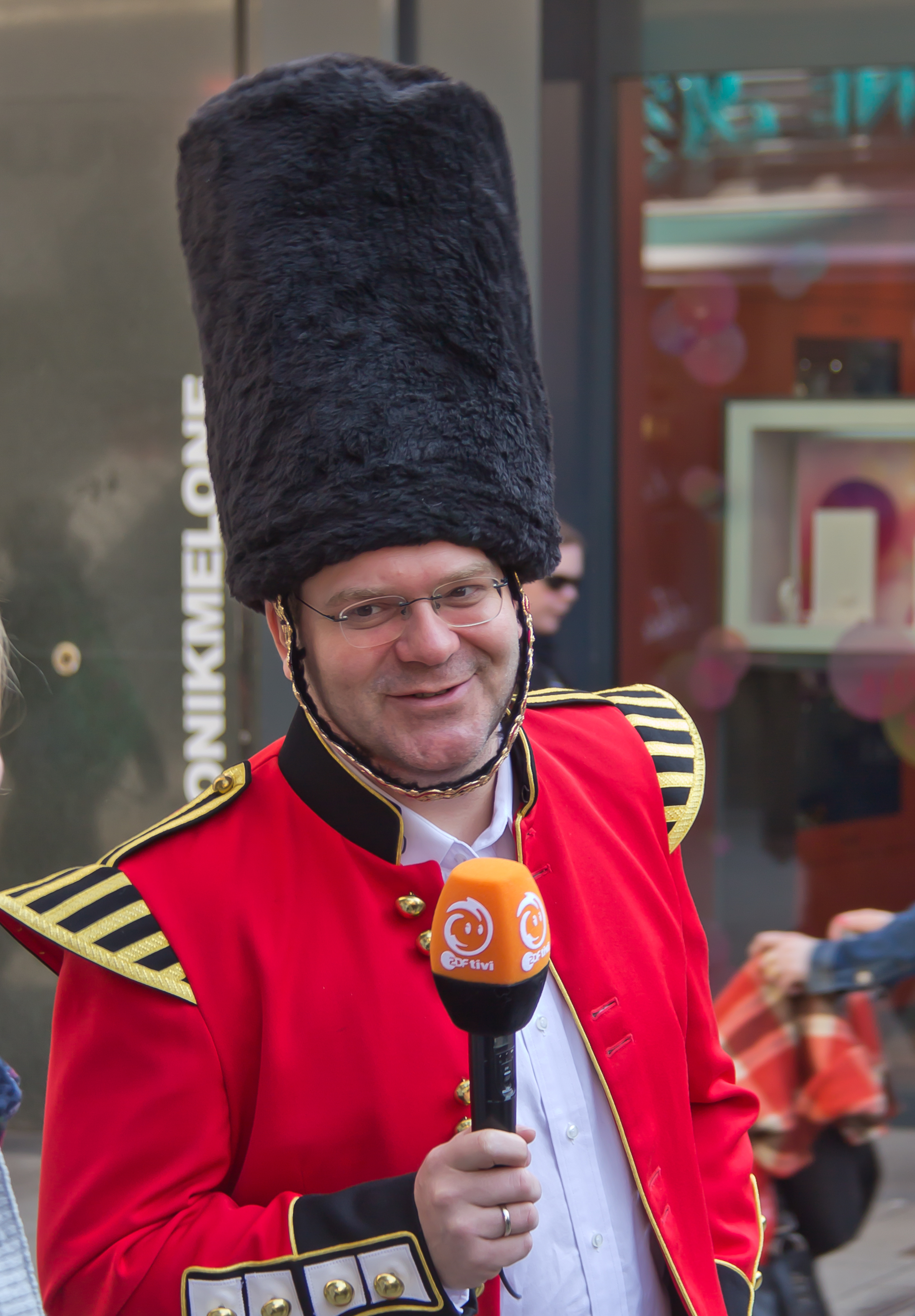
Elton